# Florian Poser
Florian Poser (* 15. April 1954 in Hamburg; † 19. Juli 2024 in Rotenburg (Wümme)) war ein deutscher Jazzmusiker (Vibraphon, Marimba und Komposition).

## Leben
Poser entstammte einer Musikerfamilie, sein Vater war der Hamburger Komponist Hans Poser. Er lernte als Kind zunächst Cello, später autodidaktisch Klavier, Gitarre und Schlagzeug. 1971 begann er Vibraphon zu spielen. Zunächst studierte er Soziologie, bevor er von 1978 bis 1981 ein klassisches Schlagzeugstudium an der Hochschule für Musik und Theater Hamburg absolvierte. Seit 1975 erhielt er zusätzlichen Unterricht bei Wolfgang Schlüter, später kamen Kurse bei Tom van der Geld, David Friedman, David Samuels und Gary Burton hinzu.
1979 gründete er seine Band Lifeline, mit der er seit 1980 mehrere Alben aufnahm und auf internationale Tourneen ging. Mit dem Gitarristen Peter Finger nahm er vier Schallplatten auf. Außerdem spielte er mit Klaus Ignatzek und mit Supersession. Daneben leitet er sein Bandprojekt Brazilian Experience und trat auch mit Solo-Programmen auf.
Poser wurde 1994 als Professor an die Hochschule für Künste Bremen berufen, wo er im Fach Popularmusik im Rahmen der Musiklehrerausbildung lehrte.

## Preise und Auszeichnungen
Poser erhielt 1985 den Ernst-Fischer-Preis der GEMA-Stiftung. Er gewann im gleichen Jahr beim Oldenburger Kompositionswettbewerb mit seinem „Concertino für Vibraphon und Orchester - St. Mountain“. Mit seinen Gruppen wurde er viermal Preisträger beim „Jazzpodium Niedersachsen“ und erhielt vom Land Niedersachsen ein Nachwuchsstipendium (1989) und ein Arbeitsstipendium (1990). Zweimal wurden seine Jazzkompositionen für den „Concours International de Composition de Themes de Jazz“ von Monaco nominiert. 2024 gewann er den zum 100-jährigem Bestehen des Bundesverbands Amateurmusik Sinfonie- und Kammerorchester ausgeschriebenen Kompositionspreis mit seinem „Capriccio ad jubilaeum“.

## Kompositionen
- 1984: Capriccio für Querflöte und Vibraphon (1986 auch Version für Vibraphon und Marimba)
- 1985: »St. Mountain«, Concertino für Vibraphon und Orchester (2000 auch Version für Sinfonisches Blasorchester)
- 1988: Kleines Tanzstück für 3 Blockflöten und Percussion
- 1990: »Romanian Rhapsody«, Konzertstück für Sinfonieorchester (2006 auch Version für Sinfonisches Blasorchester)
- 1990: Trilogie für Sextett
- 1998: »Three Pictures«, Concerto für Vibraphon und Orchester
- 2006: 3. Concerto für Concerto für Vibraphon und Orchester (2012 langsamer Satz „Alone“ auch in einer Version für Sinfonisches Blasorchester)
- 2010: »Scenes«, für Big Band und Sinfonieorchester
- 2024: »Capriccio ad jubilaeum«, für Sinfonieorchester (Uraufführung 2024 in der Elbphilharmonie Hamburg)
- und ca. 200 Jazz-Themen und -Arrangements

## Diskografie (Auswahl)
| - 1980: Lifeline - 1980: Windspiele - 1981: Linie 2 - 1982: Im Labyrinth - 1983: Fahrt in’s Blaue - 1984: Music For Grandpiano And Vibes - 1992: Say Yes - 1994: Aspects - 1995: Favourite Standards - 1996: Reunion - 1996: Winds | - 1997: Pacific Tales - 1997: At The Seaside - 1997: Questions And Answers - 1999: Springdale - 2002: Polar Lights - 2004: New Adventures - 2006: Live in Berlin - 2009: Celestial Encounter - 2012: Crossing Minds - 2013: Surfing The Clouds - 2021: Florian Poser / Martin Flindt: The Gaze |

## Kritiken
„... immer wieder begeisternd war das Vibraphonspiel von Florian Poser!“

„Florian Poser brillierte mit percussiven Glanzstücken. Er ist ein geschmackvoller Solist und souveräner Begleiter.“

„Florian Poser, ein Talent der Superlative auf dem Vibraphon!“

„Florian Poser spielt Musik, wie jeder Jazzfan sie sich erträumt: Souverän, kreativ und technisch perfekt.“

„Florian Poser, ein bravouröser Vibraphonist und einfallsreicher Komponist!“

„„Das Preisträgerwerk passt mit seiner Fröhlichkeit und seinen mitreißenden Rhythmen hervorragend zu unserem großen Jubiläum. Die Spielfreude des Orchesters wird sich direkt aufs Publikum übertragen.“ Dieses besondere musikalische Lebensgefühl und der Mensch Florian Poser werden immer im Gedächtnis bleiben.“

## Lexigraphische Einträge
- Martin Kunzler: Jazz-Lexikon. Band 2: M–Z (= rororo-Sachbuch. Bd. 16513). 2. Auflage. Rowohlt, Reinbek bei Hamburg 2004, ISBN 3-499-16513-9.